# 死と再生の神
死と再生の神（しとさいせいのかみ）は、世界の神話に広く見られる「再生する神々」に対する便宜的な総称である。

## 概要
生きている神的存在が一度死に、死者の存在する地下世界に行った後で再生するという説話は、世界中に広く分布している。「死」「再生」は文字どおりのものとは限らず、食（日食、月食）などで象徴される場合もある。
このような神としては、オシリス、アドーニス、イエス・キリスト、ミスラなどがあり、女神ではイナンナ、ペルセポネーも死の国に行って戻ってきた。死と再生はエレウシスの秘儀の中核をなすものでもある。日本神話のイザナギの黄泉訪問、アマテラスの岩戸隠れも類縁である。また、20世紀怪奇文学のクトゥルフ神話のモチーフの一つである。

## 神話学的研究
近年の創作物であるクトゥルフ神話はおくとして、このように、死と再生の神は広く世界各地で語られた。歴史的には、このカテゴリーは宗教における二つの異なった研究法と強く関連してきた。第一は「自然派」とでもいうべき方法で、自然現象を元にそれらが並行して生まれたと説明するものである。第二は「内面派」とでもいうべき方法で、これらの神話を人間個人の精神的要素からの変型として説明する方法である。

### 自然派のアプローチ

#### 季節を起源とする説
上記のような解釈学の二つの方法論の内、自然主義的なアプローチには太古からの典拠がある。これらの信仰は季節が巡る事と深く結びついており、例えばアテナイの女性が鉢の中に「アドーニスの園」を作ったとする。若い緑は育ち、夏の暑さに喘ぎ、やがて女性は若い神の死を悼むであろう（ギリシアの人々は草花の盛衰をアドーニスの去就と関連づけて表現する、の意。外部リンク参照。儀式に関しては後述）。このような合理的解釈は古代においても既に行われていた。アリストテレスは堅固な自然派の解釈をもって、神話の起源を季節という現象に帰している。こういった還元主義的解釈はやがてエウヘメロス（en:Euhemerus。紀元前4世紀の終わり頃）によって集約され、「エウヘメロス的」と呼ばれるようになった。宗教の中で公的・社会的な面を至上としたキケロや、セネカのような合理主義的なローマのストア派は、アッティス、アドーニス、ペルセポネーの神話と祭礼を自然現象を引き合いに出して説明しようとした。キケロがいうには、ペルセポネーの誘拐と帰還は農作物の播種と成長を象徴している。

#### 太陽活動を起源とする説
18世紀末になると、自然派の解釈には新しい活気がもたらされた。あらゆる宗教的な現象を太陽活動で説明しようとするリチャード・ペイン・ナイト (en:Richard Payne Knight) のような自由な思想家が現れたのである。かくして、イエスやオシリスの苦難はいずれも昼間、夜間、夜明けという一連の変化を表していることになった (Godwin, 1994)。この解釈自体は古くからあり、例えば古代エジプトの壁画には太陽が没した後、地下の「道」（女神の体内として表される）を通って再び夜明けとなって復活する様が描かれ、ミイラ信仰の元となっていた。

#### 脱皮現象を起源とする説
蛇や昆虫などの動物は成長する過程で脱皮という現象が見られ、古い身体を脱ぎ捨てて新しい身体を獲得する。古代人はその観察から復活・再生の象徴として捉え、特に蛇はエジプトの拝蛇教や、旧約聖書に出る青銅の蛇などが有名である。さらに、ヘレニズム期には自らの尾を咬む蛇、ウロボロスとして各地で永遠のシンボルとされた。蛇を邪悪なものとしたイメージは『創世記』のイヴの誘惑に出てくる蛇を悪魔と結びつけた後世のキリスト教の影響であるが、青銅の蛇やイエスの言葉でもある「蛇のとおり賢く、鳩の通り純粋になりなさい」の言葉からもわかる通り、キリスト教でも二面性をもっている。なお、聖書外典を所持していたグノーシス派の一部にも蛇を善の側とする見方が存在する。日本では奈良県大神神社に伝わる三輪山伝説が代表的なもの。

#### 儀式を起源とする説
自然派の仮説は、ジェームズ・フレイザーとジェーン・エレン・ハリソン (en:Jane Ellen Harrison)、及び彼らを継いだケンブリッジの宗教研究家らの研究によって更なる高みに達した。彼らの『金枝篇』及び『ギリシア宗教研究に対するプロレゴメナ』は後世に大きな影響力を残した。フレイザーとハリソンはいう。神話から儀式が生まれるのではなく、儀式を説明するものとして神話が生まれた。即ち、全ての神話は信仰を反映したものに過ぎない。全ての信仰にはそれぞれ、共感呪術 (en:Sympathetic magic) によって自然現象を操作するという原初の目的がある。（彼等のいう）蛮族は、人間は大なり小なり自然界に超自然的な方法で影響を与えることができると信じていた。そのための方法の一つが、自らが望む自然現象を模倣することである。ペルセポネの強姦と帰還、オシリスの損傷と修復、バルドルの辛苦と勝利という神話は全て、衰えた大地と作物が再び肥沃な状態へと生まれ変わることを願う原始的な儀式から生まれたものであろう。
しかし現在では、神話と儀式の関係には普遍的な判断をつけずそれぞれの民族ごとに判断すべきという意見で一致している。儀式が先行し後に神話が作られたというフレイザーらの説を立証する証拠はほとんど見つからず、逆にアメリカインディアンのゴースト・ダンスの例のように神話が先行して存在し、儀式は神話の補強として発達する例が多い。

### 内面的アプローチ

#### 近代心霊主義の時代
ペイン・ナイトの太陽-ファルス説はフリードリヒ・マックス・ミュラーのような学者によってより無難な説にまとめられたが、説が一般人にも知られるようになると、奇妙な変化をきたす。これはヴィクトリア時代までには起っていた。黄金の夜明け団のようなグループは、キリスト、オシリス他の太陽の死と再生に関係すると推測された神々の間にある学術的に想定された並行性を用いて、極めて精緻なシステムを神秘主義と神智学の裡に構成したのである。

#### 輪廻転生
さらに広い視野で見てみると、「死と再生」の思考に似たものが東洋の宗教にもあることに気付く。ヒンドゥー教や仏教などに見られる輪廻転生という概念で、生命は生死を繰り返し輪のように循環していると説くものである。何度も繰り返す点で季節や太陽の循環説と一致し、動物などに生まれ変わる事もあるとする点では異なるが、ユングは発想の類似に着目し集合的無意識に含まれるものとした。ユングは中国学者のリヒャルト・ヴィルヘルムの影響を受け、東洋思想の研究も進めていった。

#### ユングの説
20世紀に入る頃には、心霊主義化された説がアカデミックな場でも論議されるようになった。スイスの心理学者カール・グスタフ・ユングは錬金術やグノーシス派など神秘主義、アジア・アフリカなど諸民族の心理も視野に入れて研究を大成し、死と再生という元型は集合的無意識により個人・民族間に共有される象徴の一部であって、心理学的統合過程に役立ちうると論じた。つまり、人間には無意識の力動があり、それは元型として象徴的に捉えられる。元型の中には個人個人の枠を超えて共有されるものがあるので、地域の神話として確立し、また似た種類の神話が各地に生まれた。例えば元型としての太母（グレートマザー、マグナマテル）のイメージは地母神の中に頻繁に現われる。ユングの説はカール・ケレーニイやジョゼフ・キャンベル (en:Joseph Campbell) ら学者の手で変更をうけつつ引き継がれた。

## カテゴリに対する批判
死と再生の神を一般的なカテゴリとすることについては、還元主義的であるという批判がある。曰く全く異なる複数の神話を一つの箱に押し込み、その上で論争を闘わせても、本当の問題であるそれらの間の差違を隠蔽するだけである。そればかりでなく、死と再生は多くの他の信仰よりもキリスト教的信仰にとって中心的なものであるから、この種の論法はキリスト教をもってあらゆる宗教を判断する基準としかねない。この点に関して詳細は例えばヴァルター・ブルケルト（Burkert, 1987）およびマルセル・ドゥティエンヌ（Detienne, 1994）を参照されたい。
ドゥティエンヌを例にとると、彼は1972年の著書でアテーナイのアドニア祭において「アドーニスの園」と呼ばれるハーブガーデンの成長と枯死の儀式を研究した。これは麦などの作物を鉢植えにし、八日めに枯れた鉢植えをアドーニスの像とともに水中に廃棄する儀式であり、もっぱら女性が行ったが（後に転じて長期的な展望を伴わないずさんな育成を指すようになった）、ドゥティエンヌは一見大地の豊穣を表現しているかに見えるアドーニスの園が、実際には豊穣とは逆の不毛を表現していることを指摘している。
彼によると、これらハーブ（及び、その神アドーニス）は作物一般の代理人というより、香辛料をとりまくギリシア人の心と関連して形作られる複合体の一部をなしている。性的な誘惑、策略、健啖、出産への不安などといったものがその複合体には関連している。この観点では、アドーニスにまつわる神話や祭は古代ギリシア人の文化を分析するための多くのデータの中の一つに過ぎない半面、ドゥティエンヌの研究はオリエント起源の東方的な神話的人物であるアドーニスが、デーメーテールとコレー（ペルセポネー）の神話と対立する形でギリシア人の文化の中に体系的かつ多層的な形で取り込まれていることを解明している。この研究が明らかにしているのは、アドーニスが単なる植物神とするだけでは解釈できないほどに、古代ギリシア固有の社会的文化的文脈に沿った複雑な性格を持っていることであり、ましてやフレイザーの解釈のごとく穀物の精霊ではないということである。このドゥティエンヌの研究の背景には神話や儀礼をそれぞれの文化の違いを度外視し、類似性のみによって比較するフレイザー流の手法に対する批判があり、とりわけクロード・レヴィ=ストロースとジョルジュ・デュメジルの研究がそれを決定づけたといえる。

## キリスト教信仰
世界中に共通の死と再生の神というモチーフがあると考えられていること、殊に地中海沿岸地域にその種の信仰を持つ秘教 (en:Mystery religion) が存在していること（例えばオシリス、ディオニュソス、アッティス）から、イエスは歴史的に実在した人物というよりも、このカテゴリを「原型」とした統合的発展ではないかと推測する人々がいる（キリスト神話説）。
また、イエス自身は実在の人物で、復活に関わる部分が後にその種の秘教の影響下に加わったと考える人々もいる。
C・S・ルイスは、後者に改宗した後、次のように語った。

## 死と再生の神と考えられている神々
- アステカ神話
  - シペ・トテック
- アッカド神話
  - イシュタル
  - タンムズ
- アボリジニ神話
  - ジュルングル (en:Julunggul)
  - ワワラグ (en:Wawalag)
- エジプト神話
  - イシス
  - オシリス
- エトルリア神話
  - en:Atunis
- キリスト教神話
  - イエス
- ギリシア神話
  - アドーニス
  - オルペウス
  - キュベレー
  - クロノス
  - ディオニューソス
  - ペルセポネー
- ケルト神話
  - ケルヌンノス
- コイコイ(en:Khoikhoi)神話
  - ヘイチ・エイビブ (en:Heitsi)
- シュメール神話
  - ドゥムジ
  - イナンナ
- ダキア神話
  - ザルモキシス (en:Zalmoxis)
- ヒンドゥー教神話
  - ヴィシュヌ
  - シヴァ
- プリュギア神話
  - アッティス
- ペルシア神話
  - ミスラ
- 北欧神話
  - オーディン
  - グルヴェイグ
  - バルドル
- ローマ神話
  - アイネイアース
  - バックス
  - プロセルピナ